# فیرویو، آلبرتا
فیرویو، آلبرتا (به انگلیسی: Fairview, Alberta) یک منطقهٔ مسکونی در کانادا است که در آلبرتا واقع شده‌است. فیرویو ۲٬۹۹۸ نفر جمعیت دارد و ۶۷۰ متر بالاتر از سطح دریا واقع شده‌است. جوردن پیترسون در فیرویو به دنیا آمده و بزرگ شده است.